# Macropus dorsalis
Espèce
Synonymes
- Halmaturus dorsalis Gray, 1837[1]
- Macropus dorsalis[2]
- Notamacropus dorsalis (préféré par NCBI)[2]
- Notamacropus dorsalis (Gray, 1837)[1]
- Wallabia dorsalis (Gray, 1837)[1]

Statut de conservation UICN

 LC  : Préoccupation mineure
Macropus dorsalis, communément appelé le Wallaby à raie noire (en anglais Black-striped Wallaby ou Scrub Wallaby), est une espèce de wallabies australiens de taille moyenne.

## Description
Il mesure 1 m de haut et pèse de 11 à 20 kg. Il ressemble beaucoup au Wallaby de Bennett, avec son pelage gris, le bout du museau, l'extrémité des pattes et de la queue noire, n'en différant que par la ligne noire courant sur tout le dos, une rayure blanche sur la cuisse et une coloration rousse descendant plus loin sur les pattes avant et l'abdomen.

## Distribution et habitat
On le trouve depuis Townsville au Queensland jusqu'à Narrabri en Nouvelle-Galles du Sud. En Nouvelle-Galles-du-Sud, on ne le trouve qu'à l'Ouest de la Cordillère australienne. Il est en voie de diminution dans ces zones là. Il est classé comme espèce en danger en Nouvelle-Galles-du-Sud.
Il aime vivre dans les régions broussailleuses où il peut se cacher.

## Alimentation
Il est herbivore.

## Mode de vie
C'est un animal craintif, nocturne, passant ses journées à dormir dans les buissons, ne sortant que le soir pour se nourrir en bandes de quinze à vingt individus.